# よる。
『よる。』（2月5日 - ）は、日本の作曲家、編曲家。東京都出身。

## 略歴
尚美ミュージックカレッジ専門学校（音楽総合アカデミー学科・アレンジ、作曲コース）卒業。

## 手掛けた主な楽曲

### 作曲・編曲
- アルキオネ （歌：SPR5、作詞：俊龍）[1]
- Love emotion!（百合アドベンチャーゲーム「推しのラブより恋のラブ」OP、歌：鈴湯）[2]
- My Dear My fave（百合アドベンチャーゲーム「推しのラブより恋のラブ ラブ・オア・ダイ」OP、歌：鈴湯）[3]
- Real intention（美少女アドベンチャーゲーム「ハミダシクリエイティブ」、歌：和泉妃愛（CV:柳ひとみ）[4]
- 繚乱ディソナンス（ゲームアプリ「Q-bit」OP）[5]

### 編曲
- Time and space （作曲：俊龍、作詞：太田彩華、俊龍）[6]
- Eternal Birth （歌：太田彩華、作曲：俊龍、作詞：太田彩華、俊龍）[7]
- ハコネハコイリムスメ （歌：petit milady、作曲：俊龍、作詞：中村彼方）[8]
- せいぎのキョッピー!!（テレビアニメ「ゆるゆり」キャラクターソング「ゆるゆり うた♪ソロ！04 ○歳納京子（cv:大坪由佳）」、作曲：俊龍、作詞：深青結希）[9]
- 初恋の棘 （歌：Pyxis、作曲：俊龍、作詞:中村彼方）[10]
- Progression(EDM Remix)（歌：.lady）[11]
- 命、揺さぶられたい。（歌：小倉唯、作曲・作詞:俊龍）[12]
- ぺこらんだむぶれいん! （歌：兎田ぺこら、作曲：俊龍、作詞:畑亜貴）[13]
- YeLL for Dear（歌：えのぐ、作曲：俊龍、作詞:山崎あおい）[14]
- Secret Dream（リズムゲーム「Re:ステージ!」挿入歌、歌：ステラマリス、作曲：俊龍、作詞:太田彩華・俊龍）[15]
- 宵山で散って咲き誇れ（作曲:俊龍、作詞:太田彩華、Guitar:よる。、Chorus:太田彩華）[16]

### 作曲
- TEMPEST （テレビアニメ「魔王様、リトライ!」OP、歌：石原夏織、編曲：岩橋星実、作詞：こだまさおり）[17]